# رونالد مول
رونالد مول (انگلیسی: Ronald Maul؛ زادهٔ ۱۳ فوریهٔ ۱۹۷۳) بازیکن فوتبال اهل آلمان است.
از باشگاه‌هایی که در آن بازی کرده‌است می‌توان به باشگاه فوتبال هامبورگ، باشگاه فوتبال کارل زایس ینا، باشگاه فوتبال آرمینیا بیله‌فلد، باشگاه فوتبال روت وایس اهلن، باشگاه فوتبال هانزا روستوک، باشگاه فوتبال روت‌وایس اسن، و باشگاه فوتبال اسنابروک اشاره کرد.
وی همچنین در تیم ملی فوتبال آلمان بازی کرده‌است.